# 井上浩
井上 浩（1932年3月30日—1989年12月29日）是一位日本的植物學家，專長於苔藓植物，地錢門有不少物種都是由他所描述及確認。

## 传记
出生於高知縣。 1956年畢業於東京教育大學理學院植物科學系，1961年完成同校研究生院。
他著眼於苔藓植物的分類，命名了包括藻苔(Takakia lepidozome)在內的許多物種。 除擔任国立科学博物馆植物研究部主任外，還擔任國際植物命名大會委員會委員、日本苔蘚植物學會常任干事、國際苔蘚植物學會主席。
1989 年去世。 在他去世後，高知縣立牧野植物園豎立了一座井上浩紀念碑。 

## 著书
- 《日本苔蘚植物百科全書Ⅰ、Ⅱ》（築地書刊，1974、1976）
- 《迷戀苔蘚》（玉川大學出版社，1975）
- 《苔蘚世界》（出光書店，1978）
- 《植物學概論》（6冊，鹿島書店，1980-1985）
- 《田野繪本苔蘚》（東海大學出版社，1986年）

## 論文
- Hattori, S. & H. Inoue. (1958). "Preliminary report on Takakia lepidozioides." Journal of the Hattori Botanical Laboratory 18: 133-137.
- Inoue, H. (1966). "Monosoleniaceae, a new family segregated from the Marchantiaceae." Bulletin of the National Science Museum (Tokyo) 9(2): 115–118, +2 pl.
- Inoue, H. (1976). "The concept of genus in the Plagiochilaceae." Journal of the Hattori Botanical Laboratory 41: 13-17.
- Inoue, H. (1984). The genus Plagiochila (Dum.) Dum. in southeast Asia. Tokyo: Academic Scientific Book, Inc., 142 pages.